# Calzedonia
Calzedonia este o companie de retail de îmbrăcăminte din Italia, fondată de omul de afaceri Sandro Veronesi.
Grupul, care cuprinde brandurile Intimissimi (lenjerie intimă), Tezenis (modă) și Falconeri (îmbrăcăminte tricotată), a raportat vânzări de peste 1,8 miliarde de euro pe 2014.
În anul 2011, compania deținea o rețea de magazine de peste 1.300 de unități în peste 20 de state.
Primul magazin al lanțului Intimissimi a fost deschis în 1996.

## Calzedonia în România
În anul 2014, Calzedonia deținea în România o rețea de șase magazine sub acest brand, precum și fabrica Aries Textile din județul Arad care produce articole de lenjerie de corp.
Fabrica a avut afaceri de 187 de milioane de lei (42 milioane de euro) și aproximiativ 500 de angajați în anul 2013.
În anul 2014, fabrica a produs lenjerie intimă de 221 milioane de lei (50 de milioane de euro).